# Archaphanostoma macrospiriferum
Archaphanostoma macrospiriferum är en plattmaskart som först beskrevs av Westblad 1946.  Archaphanostoma macrospiriferum ingår i släktet Archaphanostoma och familjen Isodiametridae. Arten är reproducerande i Sverige. Inga underarter finns listade i Catalogue of Life.